# Чемпионат России по плаванию 2021
Чемпионат России по плаванию 2021 года прошёл с 24 по 29 апреля во Дворце водных видов спорта (Казань).
В чемпионате также принимали участие представители Албании, Анголы, Афганистана, Беларуси, Ганы, Казахстана, Кубы, Кыргызстана, Латвии, Нигерии, Пакистана, Руанды, Северной Македонии, Таджикистана, Франции и Черногории.

## Призёры

### Мужчины
| Дистанция                       | Золото | Золото   | Серебро | Серебро  | Бронза | Бронза   |
| ------------------------------- | --- | -------- | --- | -------- | --- | -------- |
| 50 м вольным стилем             | Владимир Морозов Москва — Новосибирская область                                                               | 21.41    | Климент Колесников МоскваИлья Шевченко Москва                                                                             | 22.01    | — | —        |
| 100 м вольным стилем            | Климент Колесников Москва                                                                                     | 47.31    | Андрей Минаков Санкт-Петербург                                                                                            | 47.77    | Владислав Гринёв Москва | 47.89    |
| 200 м вольным стилем            | Мартин Малютин Омская область                                                                                 | 1:45.18  | Иван Гирёв Московская область — Тульская область                                                                          | 1:45.68  | Александр Щёголев Санкт-Петербург                                                                                           | 1:45.82  |
| 400 м вольным стилем            | Мартин Малютин Омская область                                                                                 | 3:45.92  | Александр Егоров Москва                                                                                                   | 3:46.17  | Антон Никитин Санкт-Петербург                                                                                               | 3:48.76  |
| 800 м вольным стилем            | Александр Егоров Москва                                                                                       | 7:48.25  | Илья Дружинин ХМАО-Югра                                                                                                   | 7:53.92  | Илья Сибирцев Алтайский край                                                                                                | 7:55.48  |
| 1500 м вольным стилем           | Александр Егоров Москва                                                                                       | 14:57.72 | Кирилл Мартынычев Санкт-Петербург                                                                                         | 15:00.12 | Илья Дружинин ХМАО-Югра | 15:05.48 |
|                                 | |          | |          | |          |
| 50 м на спине                   | Климент Колесников Москва                                                                                     | 24.08    | Григорий Тарасевич Татарстан                                                                                              | 24.66    | Павел Самусенко Мурманская область                                                                                          | 24.88    |
| 100 м на спине                  | Евгений Рылов Московская область                                                                              | 52.12    | Климент Колесников Москва                                                                                                 | 52.24    | Григорий Тарасевич Татарстан                                                                                                | 52.93    |
| 200 м на спине                  | Евгений Рылов Московская область                                                                              | 1:53.23  | Григорий Тарасевич Татарстан                                                                                              | 1:57.54  | Алексей Ткачёв Санкт-Петербург                                                                                              | 1:58.36  |
|                                 | |          | |          | |          |
| 50 м брассом                    | Кирилл Стрельников Москва                                                                                     | 26.78    | Всеволод Занько Москва | 27.28    | Владслав Герасименко Калужская область                                                                                      | 27.29    |
| 100 м брассом                   | Кирилл Пригода Санкт-Петербург                                                                                | 59.11    | Антон Чупков Москва | 59.47    | Александр Палатов Красноярский край                                                                                         | 59.59    |
| 200 м брассом                   | Антон Чупков Москва                                                                                           | 2:08.31  | Дмитрий Баландин · Казахстан                                                                                              | 2:08.85  | Кирилл Пригода Санкт-Петербург                                                                                              | 2:09.77  |
|                                 | |          | |          | |          |
| 50 м баттерфляем                | Андрей Минаков Санкт-Петербург                                                                                | 23.02    | Андрей Жилкин Москва | 23.13    | Роман Шевляков Санкт-Петербург                                                                                              | 23.25    |
| 100 м баттерфляем               | Андрей Минаков Санкт-Петербург                                                                                | 51.17    | Михаил Вековищев Калужская область                                                                                        | 51.46    | Роман Шевляков Санкт-Петербург                                                                                              | 51.99    |
| 200 м баттерфляем               | Александр Кудашев Самарская область                                                                           | 1:55.40  | Александр Прибыток Санкт-Петербург                                                                                        | 1:56.92  | Егор Павлов Пензенская область                                                                                              | 1:57.14  |
|                                 | |          | |          | |          |
| 200 м комплексное плавание      | Андрей Жилкин Москва                                                                                          | 1:57.50  | Илья Бородин Брянская область                                                                                             | 1:59.35  | Даниил Пасынков Свердловская область                                                                                        | 2:01.18  |
| 400 м комплексное плавание      | Илья Бородин Брянская область                                                                                 | 4:11.17  | Максим Ступин Москва | 4:14.20  | Александр Осипенко Саратовская область                                                                                      | 4:16.57  |
|                                 | |          | |          | |          |
| 4×100 м эстафета вольным стилем | Москва Михаил Довгалюк (49.08) Владислав Гринёв (47.60) Владимир Морозов (49.23) Климент Колесников (48.71)   | 3:14.62  | Санкт-Петербург Александр Щёголев (48.28) Андрей Минаков (47.94) Василий Кукушкин (49.26) Роман Шевляков (49.71)          | 3:15.19  | Новосибирская область Даниил Марков (50.21) Арсений Десятов (50.06) Александр Шумилов (50.01) Максим Абловацкий (49.55)     | 3:19.83  |
| 4×200 м эстафета вольным стилем | Москва Даниил Шаталов (1:48.08) Михаил Довгалюк (1:47.50) Никита Данилов (1:48.84) Николай Снегирёв (1:47.79) | 7:12.21  | Татарстан Александр Красных (1:47.21) Вячеслав Андрусенко (1:48.12) Эрнест Максумов (1:50.10) Александр Кубасов (1:50.71) | 7:16.14  | Санкт-Петербург Даниил Косенков (1:50.15) Александр Фёдоров (1:48.17) Алексей Ртищев (1:48.83) Алекандр Чикнайкин (1:51.66) | 7:18.81  |
| 4×100 м комплексная эстафета    | Москва Климент Колесников (53.63) Антон Чупков (59.54) Пётр Жихарев (51.56) Владислав Гринёв (48.17)          | 3:31.90  | Калужская область Дмитрий Савенко (56.19) Андрей Николаев (1:00.19) Михаил Вековищев (51.48) Сергей Фесиков (48.96)       | 3:36.82  | Казахстан · Адиль Каскабай (56.36) · Дмитрий Баландин (59.63) · Адильбек Мусин (51.83) · Александр Варакин (49.95)          | 3:37.77  |

### Женщины
| Дистанция                       | Золото | Золото   | Серебро | Серебро  | Бронза | Бронза   |
| ------------------------------- | --- | -------- | --- | -------- | --- | -------- |
| 50 м вольным стилем             | Мария Каменева Санкт-Петербург — Оренбургская обл.                                                                                        | 24.20    | Арина Суркова Новосибирская область                                                                                               | 24.53    | Розалия Насретдинова Москва                                                                                                 | 24.72    |
| 100 м вольным стилем            | Мария Каменева Санкт-Петербург — Оренбургская обл.                                                                                        | 53.56    | Арина Суркова Новосибирская область                                                                                               | 54.41    | Елизавита Клеванович Тюменская область                                                                                      | 54.64    |
| 200 м вольным стилем            | Вероника Андрусенко Татарстан | 1:57.97  | Анастасия Гуженкова ХМАО-Югра | 1:58.54  | Анна Егорова ХМАО-Югра — Калининградская обл.                                                                               | 1:58.77  |
| 400 м вольным стилем            | Анна Егорова ХМАО-Югра — Калининградская обл.                                                                                             | 4:04.10  | Анастасия Кирпичникова Свердловская область                                                                                       | 4:06.26  | Вероника Андрусенко Татарстан                                                                                               | 4:11.57  |
| 800 м вольным стилем            | Анна Егорова ХМАО-Югра — Калининградская обл.                                                                                             | 8:24.35  | Анастасия Кирпичникова Свердловская область                                                                                       | 8:24.84  | Александра Хайлова Санкт-Петербург                                                                                          | 8:45.87  |
| 1500 м вольным стилем           | Анастасия Кирпичникова Свердловская область                                                                                               | 15:58.98 | Александра Хайлова Санкт-Петербург                                                                                                | 16:38.77 | Яна Курцева Волгоградская область                                                                                           | 16:55.28 |
|                                 | |          | |          | |          |
| 50 на спине                     | Анастасия Фесикова ЯНАО — Калужская область                                                                                               | 28.00    | Марина Кравченко Пензенская область                                                                                               | 28.20    | Елизавета Чмыхова Москва | 28.51    |
| 100 на спине                    | Мария Каменева Санкт-Петербург — Оренбургская обл.                                                                                        | 59.19    | Анастасия Фесикова ЯНАО — Калужская область                                                                                       | 59.51    | Дарья Васькина Москва | 1:00.71  |
| 200 на спине                    | Дарья К. Устинова Свердловская область | 2:10.82  | Анастасия Кляровская Москва | 2:12.40  | Рената Гайнуллина Татарстан                                                                                                 | 2:13.15  |
|                                 | |          | |          | |          |
| 50 м брассом                    | Юлия Ефимова Московская область | 30.59    | Татьяна Белоногофф Санкт-Петербург                                                                                                | 30.78    | Ника Годун Москва | 30.97    |
| 100 м брассом                   | Евгения Чикунова Санкт-Петербург | 1:06.06  | Юлия Ефимова Московская область                                                                                                   | 1:06.22  | Татьяна Белоногофф Санкт-Петербург                                                                                          | 1:06.76  |
| 200 м брассом                   | Евгения Чикунова Санкт-Петербург | 2:21.63  | Мария Темникова Санкт-Петербург                                                                                                   | 2:22.76  | Юлия Ефимова Московская область                                                                                             | 2:24.16  |
|                                 | |          | |          | |          |
| 50 м баттерфляем                | Арина Суркова Новосибирская область | 25.75    | Дарья Клепикова Воронежская область                                                                                               | 25.98    | Светлана Чимрова Москва | 26.10    |
| 100 м баттерфляем               | Арина Суркова Новосибирская область | 57.54    | Светлана Чимрова Москва | 57.83    | Александра Сабитова Кемеровская область                                                                                     | 57.96    |
| 200 м баттерфляем               | Светлана Чимрова Москва | 2:08.98  | Александра Сабитова Кемеровская область                                                                                           | 2:10.37  | Анастасия Маркова Вологодская область                                                                                       | 2:10.93  |
|                                 | |          | |          | |          |
| 200 м комплексное плавание      | Анастасия Сорокина Краснодарский край | 2:13.12  | Александра Денисенко Санкт-Петербург                                                                                              | 2:13.79  | Мария Асташкина Пензенская область                                                                                          | 2:14.05  |
| 400 м комплексное плавание      | Анастасия Сорокина Краснодарский край | 4:43.44  | Ирина Кривоногова Пензенская область                                                                                              | 4:43.95  | Виктория Старостина Новосибирская область                                                                                   | 4:48.05  |
|                                 | |          | |          | |          |
| 4×100 м эстафета вольным стилем | Новосибирская область Арина Суркова Александра Кичигина Василисса Буйная Дарья Трофимова                                                  | 3:40.40  | Санкт-Петербург Дарья С. Устинова Дарья Татаринова Ирина Шваева Мария Каменева                                                    | 3:40.97  | Москва Елизавета Сусорова Елизавета Грохотова Варвара Чемисова Анастасия Журавёла                                           | 3:47.38  |
| 4×200 м эстафета вольным стилем | Свердловская область Дарья Муллакаева (2:00.17) Анастасия Кирпичникова (2:00.76) Дарья К. Устинова (2:02.97) Валерия Саламатина (1:58.28) | 8:02.18  | Санкт-Петербург Александра Быкова (2:01.33) Полина Невмовенко (1:59.91) Александра Кудрявцева (2:05.08) Алёна Чеховских (2:03.59) | 8:09.91  | ХМАО-Югра Анастасия Гуженкова (1:59.40) Владислава Петухова (2:09.18) Мария Кудинова (2:06.24) Анна Егорова (1:58.26)       | 8:13.08  |
| 4×100 м комплексная эстафета-   | Санкт-Петербург Мария Каменева (59.79) Евгения Чикунова (1:06.23) Лидия Нечитайлова (59.88) Дарья С. Устинова (54.05)                     | 3:59.95  | Москва Дарья Васькина (1:01.27) Ника Годун (1:06.89) Светлана Чимрова (58.36) Елизавета Сусорова (55.93)                          | 4:02.45  | Новосибирская область Анастасия Дуплинская (1:02.69) Софья Чечулина (1:11.23) Арина Суркова (57.88) Дарья Трофимова (55.01) | 4:06.81  |

### Смешанные соревнования
| Дистанция                       | Золото | Золото  | Серебро | Серебро | Бронза | Бронза  |
| ------------------------------- | --- | ------- | --- | ------- | --- | ------- |
| 4×100 м эстафета вольным стилем | Санкт-Петербург Андрей Минаков (47.84) Александр Щёголев (48.59) Мария Каменева (54.59) Дарья С. Устинова (54.41) | 3:25.43 | Новосибирская область Максим Абловатский (50.66) Арсений Десятов (49.92) Василисса Буйная (55.61) Екатерина Никонова (55.04) | 3:31.23 | Москва Владимир Дубинин (49.52) Илья Шевченко (50.63) Варвара Чемисова (57.34) Елизавета Сусорова (56.09)                         | 3:33.58 |
| 4×100 м комплексная эстафета    | Москва Климент Колесников (52.43) Ника Годун (1:07.45) Светлана Чимрова (58.18) Владислав Гринёв (47.14)          | 3:45.20 | Санкт-Петербург Максим Фофанов (54.88) Кирилл Пригода (59.35) Лидия Нечитайлова (1:01.20) Мария Каменева (55.02)             | 3:50.45 | Новосибирская область Анастасия Дуплинская (1:01.40) Александр Трайт (1:02.23) Анита Грищенко (1:00.74) Александр Шумилов (49.92) | 3:54.29 |